# Montage en triangle
 (novembre 2017).
Si vous disposez d'ouvrages ou d'articles de référence ou si vous connaissez des sites web de qualité traitant du thème abordé ici, merci de compléter l'article en donnant les références utiles à sa vérifiabilité et en les liant à la section « Notes et références ».
Le montage en triangle est une manière particulière d'alimenter un moteur électrique triphasé. Il fait opposition au montage en étoile et fait partie d'un des montages possibles à réaliser avec un transformateur ou un moteur triphasé.